# Bożena Kurowska
Bożena Elżbieta Kurowska, zamężna Walczak (ur. 21 sierpnia 1937 w Łukowie, zm. 16 września 1969 w Warszawie) – polska aktorka filmowa i teatralna, związana z Teatrem Klasycznym w Warszawie.

## Życiorys

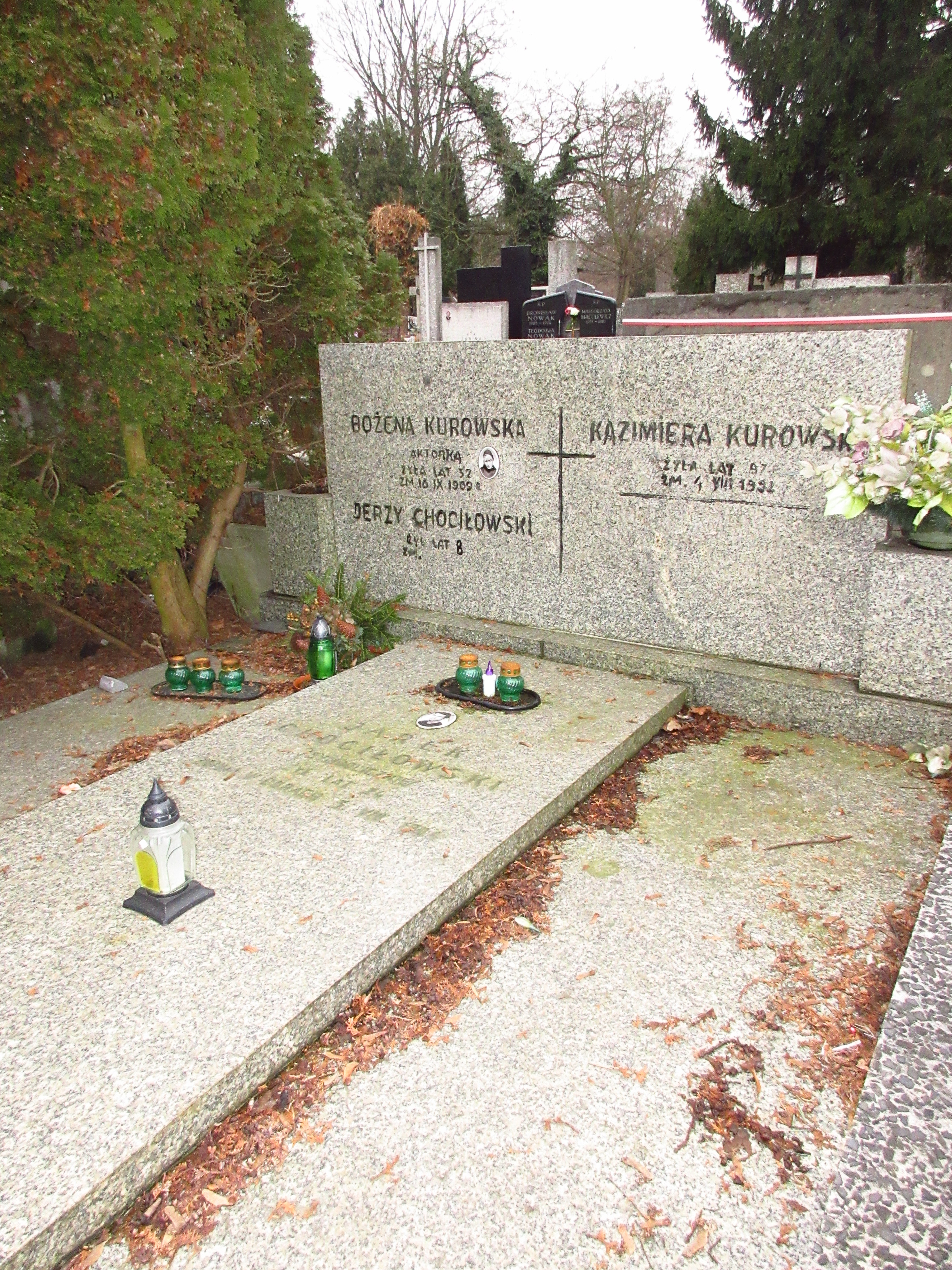
Grób Bożeny Kurowskiej na cmentarzu Bródnowskim

Urodziła się i uczęszczała do szkół w Łukowie, tam też zdała maturę.
W 1958 ukończyła studia na Wydziale Estradowym PWST w Warszawie. W tym samym roku związała się z Teatrem Klasycznym, gdzie grała aż do śmierci. Zdobyła nagrodę MFTv „Złota Praga” za rolę kobiecą w telewizyjnym filmie czechosłowackim Dama. Za role w filmach Zamach oraz Lotna otrzymała nominacje do Złotych Kaczek.
Zmarła w 1969 roku podczas występu w spektaklu teatralnym. Przyczyny jej śmierci nigdy nie podano publicznie. Nieoficjalnie mówiło się, iż była nią białaczka. Została pochowana na cmentarzu Bródnowskim (kw. 35 D III 16-17). 

## Filmografia
- 1968: Dama
- 1965: Wystrzał
- 1964: Barbara i Jan (odc. 6) – kierowniczka świetlicy w Łabędach Małych
- 1964: Kuglarze – sekretarka
- 1963: Kryptonim Nektar – por. Agnieszka Kruszyna
- 1962: Na białym szlaku – oficer WAF
- 1959: Lotna – Ewa
- 1958: Zamach – Marta

Źródło.